# Carice (Haiti)
Carice, in creolo haitiano Karis, è un comune di Haiti facente parte dell'arrondissement di Vallières nel dipartimento del Nord-Est.